# Дубель-шлюпка
Ду́бель-шлюпка (від англ. double — «подвійний») — невелике вітрильно-гребне військове судно XVIII століття, призначене для дій на річках, у лиманах і поблизу узбережжя морів.
У 2008-му та 2010-му роках з дна Дніпра біля Хортиці було піднято на поверхню фрагменти такого типу суден першої половини XVIII століття.

## Опис
Дубель-шлюпки були попередниками канонерських човнів і виконували ті ж функції, а також десантно-транспортні завдання, служили посильними суднами.
Залежно від періоду дубель-шлюпки мали від 9 до 20 пар весел. Спочатку вітрильне озброєння складалося з двох щогл з латинським озброєнням, пізніше — однієї знімної щогли з прямим озброєнням. У початковий період безпалубні, пізніше мали палубу.